# 巴瑟纳维尔
巴瑟纳维尔（法語：Basseneville）是法国卡尔瓦多斯省的一个市镇，属于利西厄区（Lisieux）多聚莱县（Dozulé）。该市镇2009年时的人口为257人。

## 人口
巴瑟纳维尔人口变化图示
| 数据来源：INSEE |